# Lilian Nthiga
Lilian Kiende Nthiga (ur. 9 marca 1984) – kenijska zapaśniczka walcząca w stylu wolnym. Zajęła szóste miejsce na igrzyskach Wspólnoty Narodów w 2018. Wicemistrzyni Afryki w 2018 i piąta w 2015 roku.